# 筱埕镇
筱埕镇是福州市连江县下辖的一个镇，古称小亭，又称小埕。它位于黄岐半岛的南侧，介于定海湾和黄崎湾之间，东临马祖列岛，陆地面积32平方公里，海域面积135平方公里。下辖11个行政村，镇政府驻地在筱埕村。
筱埕镇有着悠久的历史，镇内有宋、元、明、清等多个朝代的古建筑、以及城隍庙和妈祖宫等历史文化古迹；位于镇东部定海湾水下考古的“白礁”遗址是省级历史文物保护单位。
筱埕镇风景优美，有“千米金沙”、“定海十景”、“十三沙滩”、“三十六礁屿”等风景名胜。
筱埕镇交通便利，渔业资源丰富。官安公路贯穿全镇，航船可直抵全国港口。

## 历史
元朝在此设立了巡检司，明朝设立了千户所，清朝设立了游击署。1958年设立筱埕公社，1984年改为筱埕乡，1995年撤乡改镇成为目前的筱埕镇。

## 行政区划
现辖：
定海村、筱埕村、大埕村、埕口村、逻回村、东坪村、蛎坞村、蛤沙村、官坞村、凤贵村和南山村。

## 特产
定海湾丁香鱼：中国地理标志产品。丁香鱼学名日本鳀（Engraulis japonicus），是日本鳀的幼体鱼。